# Lorena Guréndez
Lorena Guréndez García (* 7. Mai 1981 in Vitoria-Gasteiz) ist eine ehemalige spanische Rhythmische Sportgymnastin.

## Karriere
Guréndez wurde 1996 in die spanische Nationalmannschaft der rhythmischen Sportgymnastik aufgenommen und feierte gleich in ihrem ersten Jahr einen großen Erfolg: Bei den Olympischen Spielen in Atlanta gewann sie mit der Gruppe die Goldmedaille im Mehrkampf. Zuvor hatte sie bei den Weltmeisterschaften in Budapest Gold mit drei Bällen und zwei Bändern sowie Silber im Gruppenmehrkampf geholt.
1997 gewann sie bei den Europameisterschaften in Patras Silber mit fünf Bällen und Bronze mit drei Bällen und zwei Bändern. Ein Jahr später folgte bei den Weltmeisterschaften in Sevilla der nächste große Triumph mit Gold in der Übung mit drei Bändern und zwei Reifen sowie Silber im Mehrkampf.
Bei der Europameisterschaft 1999 sicherte sich Guréndez mit der Gruppe Bronze mit drei Bändern und zwei Reifen. Ihre zweite Olympiateilnahme 2000 in Sydney endete mit dem zehnten Platz im Gruppenmehrkampf.